# Arcobräu
Die Arcobräu Gräfliches Brauhaus GmbH & Co. KG ist eine Brauerei in der niederbayerischen Gemeinde Moos. Sie befindet sich im Besitz der Familie Arco-Zinneberg.
Die Brauerei gehört mit einem Ausstoß von etwa 160.000 Hektolitern Bier im Jahr zu den größeren Brauereien in Niederbayern.

## Geschichte

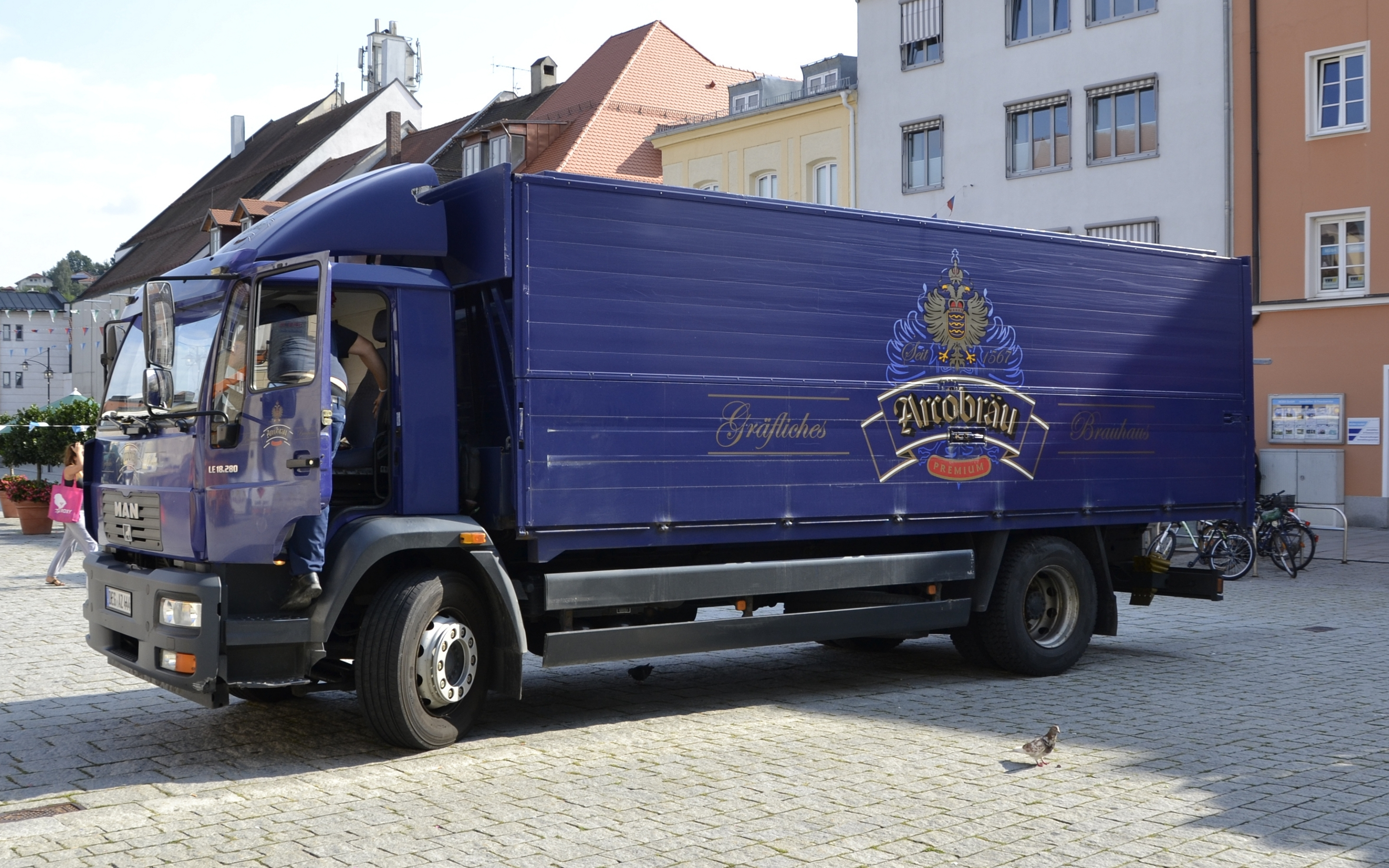
Bierlaster der Brauerei Arcobräu in Deggendorf

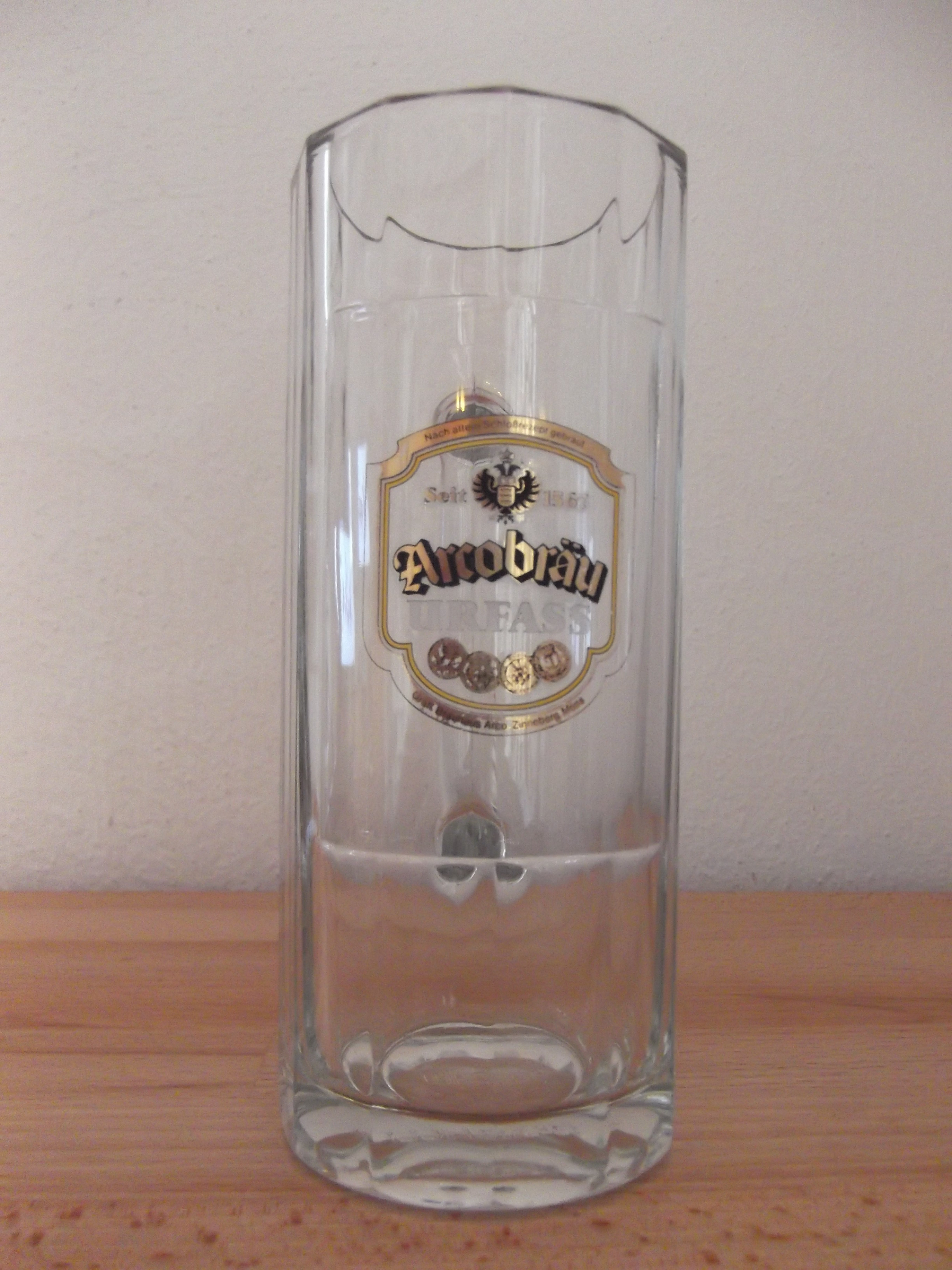
0,5-L-Bierglas (mit Henkel)

Die damalige Schlossbrauerei Moos wurde 1567 zum ersten Mal urkundlich erwähnt, aber erst durch die Zusammenlegung der verschiedenen im Familienbesitz befindlichen Brauereien entstand 1960 das heutige Unternehmen Arcobräu mit dem Stammsitz in Moos. Anfang der 1990er Jahre übernahm Arcobräu einige kleinere Brauereien in Ostbayern.
Arcobräu veranstaltet seit 1974 jedes Jahr zu Pfingsten ein eigenes Volksfest, das als Mooser Pfingstfest in der Region weithin bekannt ist. Zudem ist Arcobräu seit 1922 auf dem zweitgrößten bayerischen Volksfest, dem Gäubodenvolksfest in Straubing, vertreten.
Ende 2010 begann eine Auseinandersetzung zwischen Arcobräu und der Stadt Deggendorf, die sich an der Frage eines zusätzlichen Festzeltes auf dem Deggendorfer Volksfest entzündet hatte und in Korruptionsvorwürfen gegen lokale Mandatsträger gipfelte. Dieser von den regionalen Medien als Bierkrieg bezeichnete Disput setzte sich im ersten Halbjahr 2011 fort und fand auch überregionale Beachtung.
Im Jahr 2014 ging Arcobräu mit der in Grünbach im Landkreis Erding ansässigen Grünbacher Brauerei eine Kooperation ein.
Im März 2016 übernahm Arcobräu die Schlossbrauerei Irlbach, zum Jahresbeginn 2018 wurde mit der Eschenbacher Privatbrauerei in Eltmann eine weitere Brauerei übernommen.
2018 erreichte die Brauerei mit dem Hellen Mooser Liesl (88.000 Hektoliter) den zehnten Platz der absatzstärksten Marken in Deutschland.
Am 31. Januar 2021 zerstörte ein Feuer das Heizkraftwerk der Brauerei. Der Braubetrieb musste mehrere Tage eingestellt werden, die Brauerei selbst wurde jedoch nicht beschädigt.

## Verwandte Brauereien
Im niederbayerischen Eichendorf braut die Familie Arco auf Valley unter dem Namen Graf Arco ebenfalls seit Jahrhunderten Bier.